# قرار مجلس الأمن التابع للأمم المتحدة رقم 549
قرار مجلس الأمن التابع للأمم المتحدة رقم 549، الصادر في 19 نيسان / أبريل 1984، بعد التذكير بالقرارات السابقة حول الموضوع، ودراسة تقرير الأمين العام عن قوة الأمم المتحدة المؤقتة في لبنان (اليونيفيل) المعتمد في 426 (1978)، قرر المجلس تمديد ولاية اليونيفيل لستة أشهر أخرى حتى 19 تشرين الأول 1984.
ثم أعاد المجلس التأكيد على ولاية القوة وطلب إلى الأمين العام تقديم تقرير عن التقدم المحرز فيما يتعلق بتنفيذ القرار.
تم اعتماد القرار بأغلبية 13 صوتًا، مع امتناع عضوين عن التصويت من جمهورية أوكرانيا الاشتراكية السوفيتية والاتحاد السوفياتي.